# José Rodrigues Tocha
José Rodrigues Tocha (Estremoz, 21 de Setembro de 1850 - Lisboa, 13 de Julho de 1923), foi um político, professor e engenheiro português.

## Biografia

### Nascimento
Nasceu em 21 de Setembro de 1850, na vila de Estremoz. Era filho do industrial José Rodrigues Tocha, nascido em 1817 e falecido em 1893.

### Carreira profissional e política
Foi uma das principais figuras da história de Estremoz na transição para o Século XX, tendo sido o impulsionador de várias iniciativas para o desenvolvimento da vila, como a criação dos grandes festejos da Exaltação da Santa Cruz, e a fundação da Associação da Beneficência, que construiu o Asilo de Santa Cruz. Exerceu como presidente da Câmara Municipal de Estremoz entre 1899 e 1901, tendo impulsionado a realização de vários melhoramentos na vila, alguns dos quais ainda foram feitos durante o seu mandato, enquanto que outros só foram feitos posteriormente.
Nos princípios do Século XX, construiu o jardim em frente do Palácio dos Henriques, em Estremoz, do qual era proprietário, como herdeiro da família Henriques.
Como engenheiro, trabalhou inicialmente na empresa do seu pai, formando depois a sua própria, onde esteve à frente de várias explorações mineiras, em território nacional e em Espanha. Também dirigiu uma das divisões do Ministério da Agricultura. Chegou a fazer o projecto para uma ponte sobre o Rio Tejo em Lisboa, ideia que lhe tinha surgido desde a juventude.
Exerceu igualmente como professor em Lisboa, nos Liceus do Carmo, Passos Manuel e Gil Vicente.

### Falecimento
Faleceu na cidade de Lisboa, em 13 de Julho de 1923.